# Pachyoryctes solidus
Pachyoryctes solidus är en skalbaggsart som beskrevs av Gilbert John Arrow 1908. Pachyoryctes solidus ingår i släktet Pachyoryctes och familjen Dynastidae. Inga underarter finns listade i Catalogue of Life.